# Cadurcia lucens
Cadurcia lucens är en tvåvingeart som beskrevs av Villeneuve 1926. Cadurcia lucens ingår i släktet Cadurcia och familjen parasitflugor. Inga underarter finns listade i Catalogue of Life.